# Tribunalul Oradea
Tribunalul din Oradea a fost construit în anul 1901 după proiectul arhitectului Kiss Istvan. Edificiul în stil eclectic are două etaje și o curte interioară, iar partea superioară este decorată cu patru statui alegorice. După o perioadă lungă, în care a fost sediul conducerii județene, clădirea a fost redată tribunalului.